# Flight of the Condor
Flight of the Condor è un album split dei gruppi musicali cileni Inti-Illimani e Guamary, pubblicato nel 1982 e colonna sonora della serie televisiva BBC The Flight of the Condor.

## Descrizione
L'album contiene le musiche per la colonna sonora originale della serie di documentari televisivi in tre puntate The Flight of the Condor prodotta dalla BBC.
Per la colonna sonora sono stati utilizzati 2 brani dei Guamary, mentre tutti gli altri sono stati commissionati agli Inti-Illimani che li registrarono in un'unica sessione di circa 5 ore alla quale non partecipò Marcelo Coulón. 
Gli Inti-Illimani hanno utilizzato alcuni brani già editi, hanno realizzato alcune nuove versioni di brani incisi in precedenza e hanno anche inciso alcuni inediti.
A dispetto della fretta con la quale venne realizzato il disco, il successo del documentario gli garantì ottime vendite.
Questo disco, parimenti al documentario da cui è tratto, non è mai stato distribuito in Italia. 
L'opera è stata poi ristampata nel 1987 in versione CD sempre ad opera della BBC Records con numero di catalogo BBC CD 440.
Dall'album è stato tratto il singolo quasi omonimo The Flight of the Condor contenente le due tracce Floreo de llamas dei Guamary e A vos te h'ai pesar degli Inti-Illimani.

## Tracce
1. Guamary – Floreo de llamas (Marquez) – 4:15
2. Inti-Illimani – Alturas (Horacio Salinas) – 2:58
3. Inti-Illimani – De terciopelo negro (tradizionale) – 1:30 – inedito
4. Inti-Illimani – Dolencias (Víctor Valencia) – 3:11
5. Inti-Illimani – A vos te h'ai pesar (tradizionale) – 1:58 – nuova versione
6. Inti-Illimani – Sicuriadas (tradizionale) – 3:15
7. Inti-Illimani – Danza de los quechuas (tradizionale) – 1:56 – inedito
8. Inti-Illimani – Papel de plata (tradizionale) – 2:45 – nuova versione
9. Inti-Illimani – Volando (Josè Seves, Jorge Coulón) – 1:00 – inedito
10. Inti-Illimani – A vos te h'ai pesar (tradizionale) – 1:56
11. Inti-Illimani – La mariposa (tradizionale) – 2:12
12. Guamary – Mi raza (Marquez) – 2:49
13. Inti-Illimani – Tema de la quebrada de Humahuaca (tradizionale) – 2:55
14. Inti-Illimani – Vasija de barro (Victor Valencia) – 2:11 – nuova versione
15. Inti-Illimani – Huajra (Atahualpa Yupanqui) – 3:50
16. Inti-Illimani – Longuita (tradizionale) – 1:58
17. Inti-Illimani – Llanto de mi madre (Edgar Jofré) – 2:37 – inedito
18. Inti-Illimani – Calambito temucano (Violeta Parra) – 3:10 – nuova versione

Durata totale: 46:26

## Formazione

### Inti-Illimani
- Jorge Coulón
- Max Berrú
- Horacio Salinas
- Horacio Duran
- Josè Seves